# Déor
Déor es un personaje ficticio que pertenece al legendarium creado por el escritor británico J. R. R. Tolkien y cuya breve historia es contada en los apéndices de la novela El Señor de los Anillos. Fue el séptimo rey de Rohan. 

## Historia
Nació durante el reinado de su tatarabuelo Aldor el Viejo, dando pie a la extraña situación de cinco generaciones de reyes viviendo simultáneamente en una casa. Se convirtió en rey luego de la muerte de su padre Goldwine en 2699 T. E.
Durante su reinado los dunlendinos empezaron a causar problemas de nuevo, habían lentamente reingresado a Rohan durante el reinado de Goldwine, luego de que Aldor los había expulsado mucho tiempo atrás. Déor cabalgó al norte para combatirlos, para luego darse cuenta de que había perdido la fortaleza de Isengard, que solía pertenecer a Gondor, era ahora dominada por dunlendinos.
Déor murió luego de 19 años de reinado. Le sucedió su hijo Gram